# Bacame Nuevo
Bacame Nuevo (del idioma mayo bakame: "Donde hay mucho carrizo") es una ranchería del municipio de Etchojoa, ubicada en el sur del estado mexicano de Sonora, en la zona del valle del Mayo. Según los datos del Censo de Población y Vivienda realizado en 2020 por el Instituto Nacional de Estadística y Geografía (INEGI), Bacame Nuevo tiene un total de 3220 habitantes.
Fue fundada en el año de 1956 con la repartición de tierras por el gobierno del presidente de México Lázaro Cárdenas del Río. Bacame Nuevo es la cuarta localidad más habitada del municipio y tiene la categoría de comisaría municipal.
Su población se dedica principalmente a la agricultura y la ganadería. Tiene una población indígena mayo muy importante; cuenta con todos los servicios básicos. Se accede vía terrestre a través de la Carretera Federal 15, se encuentra a 20 kilómetros de Navojoa, la cual es la cabecera y a 50 kilómetros de Ciudad Obregón.
Cuenta además un jardín de niños (Jardín de niños "Revolución"), una escuela primaria (Escuela Primaria "Francisco I Madero" - "Lázaro Cárdenas"), Una secundaria (Escuela Secundaria Técnica #25 "Guadalupe Argüelles Obregón") y una escuela preparatoria CECyTES (Colegio de Estudios Científicos y Tecnológicos del Estado de Sonora).

## Geografía
Bacame Nuevo se sitúa en las coordenadas geográficas 27°09'30" de latitud norte y 109°35'27" de longitud oeste del meridiano de Greenwich, a una elevación de 49 metros sobre el nivel del mar.